# Victor Cavendish
Victor Christian William Cavendish, 9. książę Devonshire KG, GCVO, GCMG (ur. 31 maja 1868 w Londynie, zm. 6 maja 1938 w Chatsworth House w hrabstwie Derbyshire) – brytyjski polityk, w latach 1916–1921 gubernator generalny Kanady, a od 1922 r. do 1924 r. brytyjski minister ds. kolonii.

## Życiorys
Był synem lorda Edwarda Cavendisha (młodszego syna 7. księcia Devonshire) i Emmy Lascelles, córki Williama Lascellesa. Wykształcenie odebrał w Eton College oraz w Trinity College na Uniwersytecie Cambridge. W 1891 r. koniec jego edukacji zbiegł się w czasie ze śmiercią jego ojca, zasiadającego w Izbie Gmin jako reprezentant okręgu West Derbyshire. Victor przejął ojcowski okręg, zwyciężając w wyborach uzupełniających.
W latach 1900–1903 pełnił funkcję skarbnika dworu królewskiego, a od 1903 do 1905 był finansowym sekretarzem skarbu. Zasiadał w niższej izbie parlamentu do 1908 r., kiedy to odziedziczył po zmarłym stryju tytuł księcia Devonshire i zarazem miejsce w Izbie Lordów. W 1909 r. został powołany na stanowisko kanclerza uniwersytetu w Leeds – formalnie zajmował ten urząd do końca życia. W latach 1909–1910 był burmistrzem Eastbourne, od 1911 do 1912 stał na czele władz Chesterfield. Z kolei w latach 1915–1916 był jednym z Lordów Admiralicji (którzy tworzyli kolegialny zarząd brytyjskiej marynarki wojennej).
W 1916 r. premier Asquith mianował go gubernatorem generalnym Kanady. Wywołało to pewne kontrowersje na linii Londyn – Ottawa, ponieważ wbrew przyjętemu zwyczajowi kandydatura nie była wcześniej konsultowana z premierem Kanady, Robertem Bordenem. Spowodowało to początkową nieufność między dwoma najważniejszymi osobami w państwie, z czasem jednak gubernator zyskał zaufanie i uznanie premiera. Devonshire nie mieszał się do wewnętrznej polityki Kanady. Wiele natomiast podróżował po kraju. W 1918 r. udał się z wizytą do Waszyngtonu, rok później podejmował w Kanadzie księcia Walii. Ufundował również golfowy Devonshire Cup oraz Duke of Devonshire Trophy dla Ottawa Horticultural Society.
Po powrocie z Kanady w 1921 r. książę Devonshire pracował dla Ligi Narodów, a następnie przez dwa lata stał na czele resortu kolonii – najpierw w gabinecie premiera Bonar Lawa, a następnie Baldwina. Ostatnie czternaście lat życia spędził na politycznej emeryturze, przebywając głównie w swych dobrach rodowych, gdzie zmarł w 1938 r. Tytuł parowski odziedziczył jego najstarszy syn.

## Rodzina
30 lipca 1892 r. poślubił lady Evelyn FitzMaurice (27 sierpnia 1870 – 2 kwietnia 1960), córkę Henry’ego Petty-Fitzmaurice’a, 5. markiza Lansdowne, i lady Maud Hamilton, córki 1. księcia Abercorn. Victor i Evelyn mieli razem dwóch synów i pięć córek:
- Edward William Spencer Cavendish (6 maja 1895 – 26 listopada 1950), 10. książę Devonshire
- Maud Louisa Emma Cavendish (20 kwietnia 1896 – 30 marca 1975), żona kapitana Angusa Mackintosha i brygadiera-generała George’a Baillie’ego, miała dzieci z obu małżeństw
- Blanche Katharine Cavendish (2 lutego 1898–1987), żona podpułkownika Ivana Cobbolda, miała dzieci
- Dorothy Evelyn Cavendish (28 lipca 1900 – 21 maja 1966), żona premiera Harolda Macmillana, miała dzieci
- Rachel Cavendish (22 stycznia 1902 – 2 października 1977), oficer Orderu Imperium Brytyjskiego, żona Jamesa Stuarta, 1. wicehrabiego Stuart of Findhorn, miała dzieci
- Charles Arthur Francis Cavendish (29 sierpnia 1905 – 23 marca 1944), ożenił się z Adele Astaire, miał dzieci
- Anne Cavendish (20 sierpnia 1909–1981), odznaczona Orderem Imperium Brytyjskiego, żona podpułkownika Henry’ego Hunloke’a, miała dzieci